# Michal Nestorik
Michal Nestorik (15 de enero de 1967) es un deportista eslovaco que compitió en voleibol adaptado. Ganó una medalla de plata en Juegos Paralímpicos de Atlanta 1996.

## Palmarés internacional
| Juegos Paralímpicos | Juegos Paralímpicos      | Juegos Paralímpicos | Juegos Paralímpicos     |
| Año                 | Lugar                    | Medalla             | Competición             |
| ------------------- | ------------------------ | ------------------- | ----------------------- |
| 1996                | Atlanta (Estados Unidos) | Medalla de plata    | Torneo masculino de pie |